# Масонство в Бельгии
Масонство в Бельгии состоит из нескольких известных масонских послушаний, федераций и конфедераций. К основным и наиболее известным относятся Великий восток Бельгии, Бельгийская федерация DH, Великая ложа Бельгии, Великая женская ложа Бельгии, Великая регулярная ложа Бельгии.

## История
Масонство появилось в Бельгии в то время, когда этот регион находился под властью Австрии, а позже попал под влияние масонства во Франции (после аннексии этого района) и Нидерландах (в период между 1815 и 1830 годами). Когда Бельгия оформилась как независимое государство в 1830 году, то в 1833 году был образован Великий восток Бельгии. С этого момента началась история бельгийского масонства.

## Современное масонство в Бельгии

### Великий восток Бельгии
В ходе произошедших изменений 16 января 1833 года, «Великая директориальная ложа юга Нидерландов» была преобразована в Великий восток Бельгии. При этом ложа получила покровительство и защиту короля Леопольда I, который, как полагают, сам был масоном.
Великий восток Бельгии является мужским послушанием, а его ложи посвящают только мужчин. Ложи, однако, имеют право самостоятельно решать вопрос о приглашении женщин (сестёр) в качестве гостей на свои работы.
Большинство лож работающих в ВВБ используют Французский устав. Некоторые ложи работают по Древнему и принятому шотландскому уставу.
Это послушание в настоящее время самое большое в Бельгии. Из 110 лож 29 находятся на севере, 34 в Брюсселе, 45 на юге и одна в государстве Бурунди в её столице Бужумбура. В настоящее время нет немецких лож, которые работали бы под эгидой Великого востока Бельгии. Средний возраст братьев составляет 60 лет, средний возраст братьев, когда они приходят в братство и проходят инициацию — 44 года. На 1 марта 2012 года в составе ВВБ находилось 110 лож, которые объединяли более 10 000 масонов.

### Бельгийская федерация DH
Первая бельгийская ложа DH была основана в 1912 году. Бельгийская федерация управляет бельгийскими ложами ордена, в которых открыто членство для мужчин и женщин, которые работают с 1 по 33 градусы ДПШУ. На конец 2018 года в Бельгийской федерации численность составляла около 7 000 сестёр и братьев.

### Великая ложа Бельгии
4 декабря 1959 года в секретариат Великого востока Бельгии поступило заказное письмо в котором сообщалось о выходе из состава ВВБ пяти лож: «La Parfaite Intelligence et l’Etoile Réunies», «La Constance», «Marnix van Sint-Aldegonde», «Tradition et Solidarité» и «Septentrion». Два дня спустя, в Льеже, была создана Великая ложа Бельгии. Ложи, которые отделились, захотели получить международное признание в качестве регулярной великой ложи. Первым великим мастером был избран директор школы и биограф Уильям Элшот. Вскоре последовал ряд встреч и консультаций с некоторыми ложами, после чего эти ложи поделились на две группы. Одна половина осталась с Великим востоком Бельгии, а другая половина отошла к Великой ложе Бельгии. Объединённая великая ложа Англии в 1964 году признала Великую ложу Бельгии регулярной. Через несколько десятилетий, однако, это признание было отозвано.
В Великой ложе Бельгии в 1973 году было около 2000 членов в 30 ложах. На 2019 год числсленность составляет около 4 000 в 70 ложах.

### Великая женская ложа Бельгии
Великая женская ложа Бельгии — женская масонская великая ложа, которая работает в первых трёх степенях масонства. ВЖЛБ основала свою первую ложу в Брюсселе 20 апреля 1974 года, затем учредила еще три, в Льеже, Брюсселе и Шарлеруа. ВЖЛБ была основана 17 октября 1981 года. На сегодняшний день численность ВЖЛБ составляет 2 000 сестёр в 36 ложах.

### Великая регулярная ложа Бельгии
Великая регулярная ложа Бельгии — регулярная великая масонская ложа, которая работает в первых трёх степенях масонства. ВРЛБ была основана 15 июня 1979 года 9 ложами вышедшими из Великой ложи Бельгии, после того, как она потеряла признание ОВЛА. Сегодня численность этого послушания около 1 600 масонов в 57 ложах.

### Новые послушания в Бельгии
- Конфедерация Lithos — либеральное послушание, основанное в 2006 году. Конфедерация состоит из женских лож, мужских или смешанных, и является международной масонской организацией, ложи которой находятся в Бельгии, Швейцарии и Германии. На 2019 год численность составляет около 1 300 членов.
- Великая смешанная ложа Бельгии — смешанное масонское послушание, основанное в 2009 году.
- Великая ложа Бельгии устава Мемфиса-Мицраима — послушание, которое практикует Древний и изначальный устав Мемфиса-Мицраима. Численность около 70 членов в четырёх ложах.
- Великий латиноамериканский восток — международное масонское смешанное послушание, имеет две ложи в Бельгии.

### Бельгийская масонская федерация
21 февраля 1989 года четыре бельгийских послушания: Великая женская ложа Бельгии, Великая ложи Бельгии, Бельгийская федерация Право человека и Великий восток Бельгии, выступили со следующим заявлением:
Бельгийские послушания, подписавшие эту декларацию, являются носителями масонской истории в течение нескольких столетий, в ходе которой многое в персональной истории каждого из послушаний существенно отличалось. Она предписывает проведение традиционных и универсальных посвящений в том же порядке, что и во всём масонстве, на основе братства, сообщества свободных и справедливых людей.
Не нарушая суверенитета было обнаружено, что несмотря на их разнообразие в каждой из лож, они имеют общие характеристики:
- Практика посвятительной работы и использование метода основанного на символике;
- Стремление к улучшению человечества во всех областях;
- Защита свободы совести, свободы мысли и свободы выражения мнений;
- Стремление к гармоничным отношениям между всеми людьми противоположных взглядов в попытке примирения;
- Отклонение каждого догмата.

Более того, эти послушания в миру не вмешиваются в политические или религиозные споры. Они сохраняют за собой право, каждый по своему усмотрению, занимать собственную позицию в вопросах морали.
Сознавая высшие принципы послушания, следовательно считают, что поиск истины и стремление к справедливости, ничем не может быть предотвращён, и не может быть ограничен.

## Музей бельгийского масонства
Музей бельгийского масонства является продолжением бывшего музея Великого востока Бельгии, и был основан в марте 1985 года. Новый музей был создан по инициативе Бельгийской федерации «Право человека», Великой ложи Бельгии, Великой женской ложи Бельгии и Великого востока Бельгии. Музей находится в Брюсселе по адресу улица De Laeken, 79.